# Marie Overbye
Marie Overbye (Silkeborg, 19 gennaio 1976) è una triatleta danese.

## Carriera
Si è laureata campionessa del mondo di triathlon - categoria junior - a Cancún nel 1995.
Nello stesso anno e nella stessa categoria si è laureata campionessa europea di triathlon a Stoccolma.
Nel 1993 partecipa ai mondiali di Manchester - categoria junior - vincendo la medaglia di bronzo alle spalle della neozelandese Sarah Harrow e dell'australiana Natalya Orchard.
Nel 1994 si migliora arrivando addirittura al 2º posto assoluto - sempre nella categoria junior - ai mondiali di Wellington alle spalle dell'australiana Clare Carney. Agli europei di Eichstatt partecipa nella gara élite, classificandosi al 13º posto.
Il 1995 è per Marie l'anno di grazia. Si presenta agli europei di Stoccolma e li vince con un ampio margine sulle tedesche Anja Dittmer (2:05:51) e Katrin Helmcke (2:06:45). Il tempo fatto registrare da Marie è di 2:04:30.
La storia si ripete ai mondiali di Cancún, dove strapazza il resto del gruppo vincendo la gara in 2:10:16, davanti alla tedesca Joelle Franzmann (2:12:32) e all'australiana Belinda Cheney (2:12:48). La quarta classificata arriva a più di 4 minuti da Marie e via via le altre.
Nel 1996 la strada tra Marie ed il secondo oro ai mondiali, nella categoria junior, viene interrotta dalla fortissima triatleta australiana Joanne King che vince la rassegna iridata di Cleveland in 2:01:16 davanti a Marie (argento) che chiude in 2:03:32 e all'ungherese Erika Molnar (2:03:44).
Nel 1997 Marie gareggia a tempo pieno nella categoria élite. In coppa del mondo si classifica al 6º posto nella gara di Sydney. Ai mondiali di Perth è 4° assoluta, dietro al trio delle meraviglie composto dalle australiane Emma Carney, Jackie Gallagher e Michellie Jones. Ad Hamilton è infine 15° assoluta.
Nel 1998 arriva 2º nella gara di coppa del mondo di Corner Brook alle spalle della Jones, 4° a Sydney, 6° a Ishigaki, 8° a Cancun, 13 a Gamagori e 21° a Zurigo. Agli europei di Velden è nuovamente fuori dal podio per pochi secondi.
Nel 1999 partecipa a molte gare di coppa del mondo classificandosi 7º a Corner Brook, 8° a Funchal, 15° a Losanna, 18° a Ishigaki ed infine 26° a Sydney, 27° a Gamagori. Agli europei di Funchal, vinti dalla tedesca Anja Dittmer in 2:01:07, si classifica 8º assoluta con un tempo di 2:03:15. Ai mondiali di Montreal dello stesso anno è soltanto 39°, lontana dalle prime e dalla vincitrice di giornata, l'australiana Loretta Harrop.
Nel 2000, anno olimpico, ottiene subito un podio nella gara di coppa di Corner Brook alle spalle delle due americane Barbara Lindquist e Joanna Zeiger. Ai campionati europei di Stein è ancora 4° assoluta dietro alla neocampionessa, la belga Kathleen Smet (2:06:48), alla svizzera Magali Di Marco (2:07:22) e alla britannica Julie Dibens (2:08:54). Ai mondiali di Perth è 34°. Nelle altre gare di coppa a cui partecipa ottiene un 11º posto a Losanna e un 12° a Rio de Janeiro.

### Le Olimpiadi
Sydney 2000: Le prime olimpiadi vedono Marie uscire dall'acqua con un ritardo di 1 minuto dalle prime e mantenersi intorno alla 30ª posizione nella frazione ciclistica. Nell'ultima frazione non riesce a recuperare posizioni fino a conseguire il 28º posto assoluto con un tempo totale di 2:07:17. Le Olimpiadi vengono vinte dalla svizzera Brigitte McMahon in 2:00:40, davanti all'australiana Michellie Jones (2:00:42) e all'altra svizzera Magali Messmer (2:01:08).

## Titoli
- Campionessa del mondo di triathlon (Junior) - 1995
- Campionessa europea di triathlon (Junior) - 1993, 1995
- Campionessa europea di duathlon (Junior) - 1995, 1996
- Campionessa Danese di triathlon:
  - Distanza olimpica - 1997, 1998, 2000, 2002
  - Distanza sprint - 2002
  - Long distance - 2002